# Zell am Pettenfirst
Zell am Pettenfirst é um município da Áustria localizado no distrito de Vöcklabruck, no estado de Alta Áustria.